# 菊間潤吾
菊間 潤吾（きくま じゅんご）は、株式会社ワールド航空サービス代表取締役社長。日本旅行業協会（JATA）元会長。獨協大学卒
業。

## 略歴
- 1952年 東京生まれ。
- 1975年 獨協大学外国語学部ドイツ語科卒業 株式会社ワールド航空サービス入社
- 1990年 常務取締役
- 1994年 代表取締役社長 現在に至る。
- 2017年 レジオンドヌール勲章シュバリエ受章[1]

## 著作
- 『南オーストラリアのユートピア アデレード（とんぼの本）』（新潮社）2005
- 『コンプリート・ガイドブック 大人が旅するオーストラリア 』（新潮社）2005年
- 『マカオ歴史散歩 (とんぼの本) 』（新潮社）2004年
- 『フランスの美しき村 - コンプリート・ガイドブック』（新潮社）2002年
- 『東欧の郷愁』（新潮社）2001年
- 『ヨーロッパの田舎 - コンプリート・ガイドブック』（新潮社）2001年
- 『中国の真髄 - コンプリート・ガイドブック』（新潮社）2001年
- 『インドシナの珠玉』（新潮社）2001年
- 『イスラムの誘惑 - コンプリート・ガイドブック』（新潮社）2001年

## その他
- 旅行業公正取引協議会理事（1998年）
- 一般社団法人日本添乗サービス協会理事（1998年）
- ツアー・オブ・ザ・イヤーを受賞（1998年、2002年）
- キプロス共和国名誉総領事
- 一般社団法人日本旅行業協会会長（2012年6月 - 2014年6月）[2]
- 旅行業公正取引協議会会長[3]、一般社団法人全国公正取引協議会連合会副会長[4]（2015年6月 - ）